# Har Cfachot
Har Cfachot (hebrejsky: הר צפחות) je vrch o nadmořské výšce 278 metrů v jižním Izraeli, v pohoří Harej Ejlat.
Nachází se cca 5 kilometry jihozápadně od města Ejlat. Má podobu výrazného odlesněného skalního masivu, jehož jižní a východní svahy spadají prudce do Akabského zálivu lemovaného dálnicí číslo 90. Po západním úbočí svahu probíhá mezistátní hranice mezi Izraelem a Egyptem. Na severní straně tvoří hranici hory údolí, jímž protéká vádí Nachal Cfachot, které pak ústí do vádí Nachal Šlomo, které probíhá po severovýchodním úbočí hory a vtéká do Akabského zálivu. Tam také ze svahů hory míří další menší vádí Nachal Gar'init. Hora je turisticky využívána, prochází jí Izraelská stezka, jež tu na egyptské hranici končí. V okolí se nachází četné další skalnaté vrchy. Severně odtud je to například hora Har Rechav'am.